# 喬治·斯卡爾維尼
喬治·斯卡爾維尼（義大利語：Giorgio Scalvini；2003年12月11日—），意大利足球運動員，現效力意甲球會亞特蘭大，司職後衛。

## 早年生涯
斯卡爾維尼10歲時就在布雷西亚足球俱乐部的青少年俱樂部踢球。

## 外部連結
- Soccerway資料庫：喬治·斯卡爾維尼